# Burgwall-Stadion
Le Burgwall-Stadion, également connu sous le nom de Burgwall 2, est un stade omnisports allemand (servant principalement pour le football) situé à Blumenthal, quartier de la ville de Brême, dans le Land de Brême.
Le stade, doté de 5 000 places et inauguré en 1951, sert d'enceinte à domicile aux équipes de football du Blumenthaler SV, du SV Türkspor Bremen-Nord et du DJK Germania Blumenthal, et au club d'athlétisme du LG Bremen-Nord.

## Histoire
Le stade, situé dans une zone boisée dans la partie nord du quartier de Blumenthal (la rue de Straße Burgwall, d'où le stade tire son nom, passe au sud de l'installation sportive), ouvre ses portes en 1951.
Il est inauguré le 9 septembre 1951 lors d'un match entre les locaux du Blumenthaler SV et du Werder Brême.
Lors de la saison 1974-75, le stade a une moyenne d'affluence de 2 427 spectateurs.
Entre 2014 et 2016, le stade est rénové pour la somme de 2,15 millions €.
Le club d'athlétisme du LG Bremen-Nord utilise également le stade (où peut se pratiquer également le saut en longueur).

## Galerie
La tribune du Burgwall-Stadion a reçu 24 images individuelles de l'artiste Willi Vogel et de son élève de maîtrise Eva Hoppach, montrant paysages et motifs floraux.

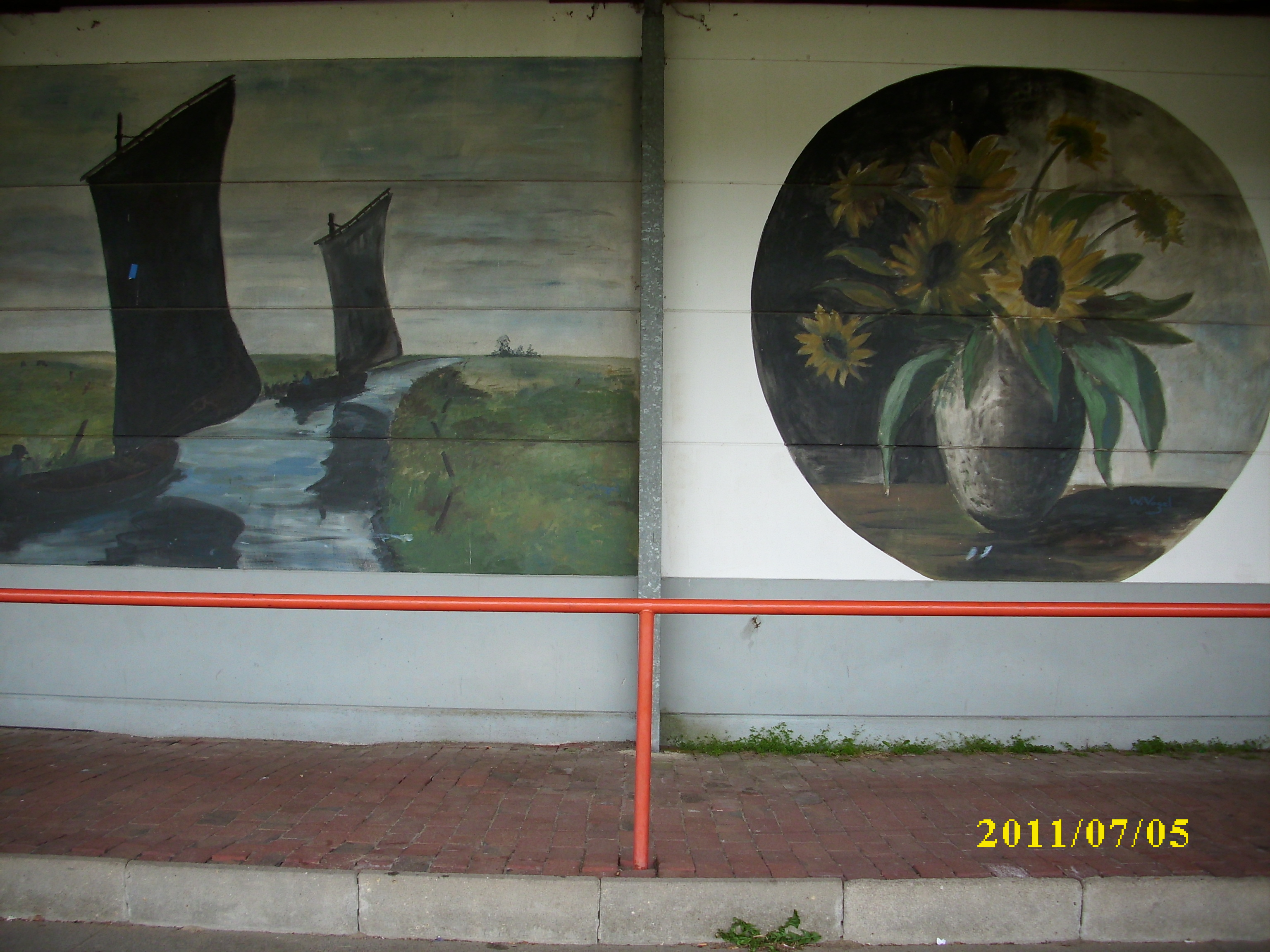
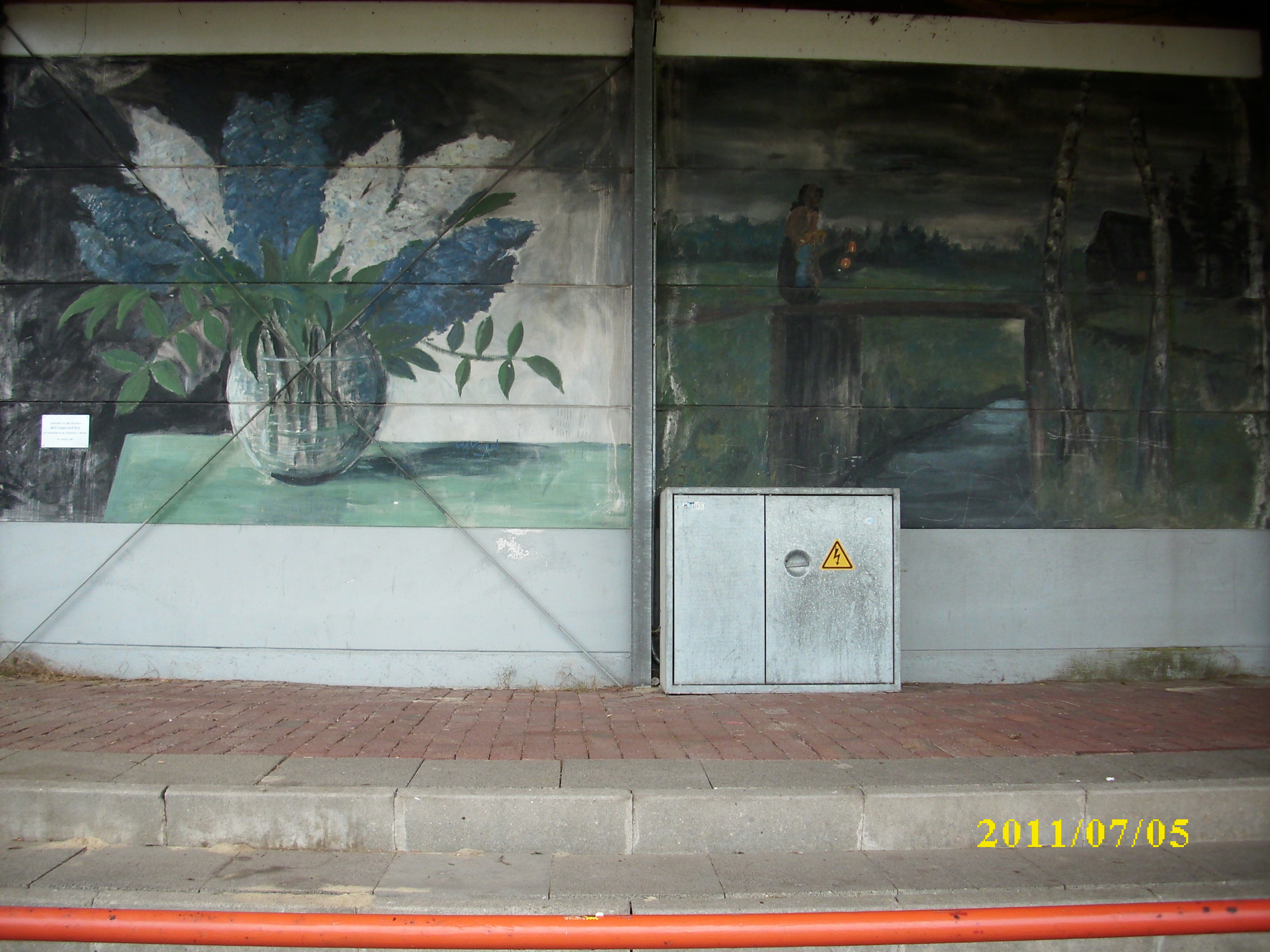
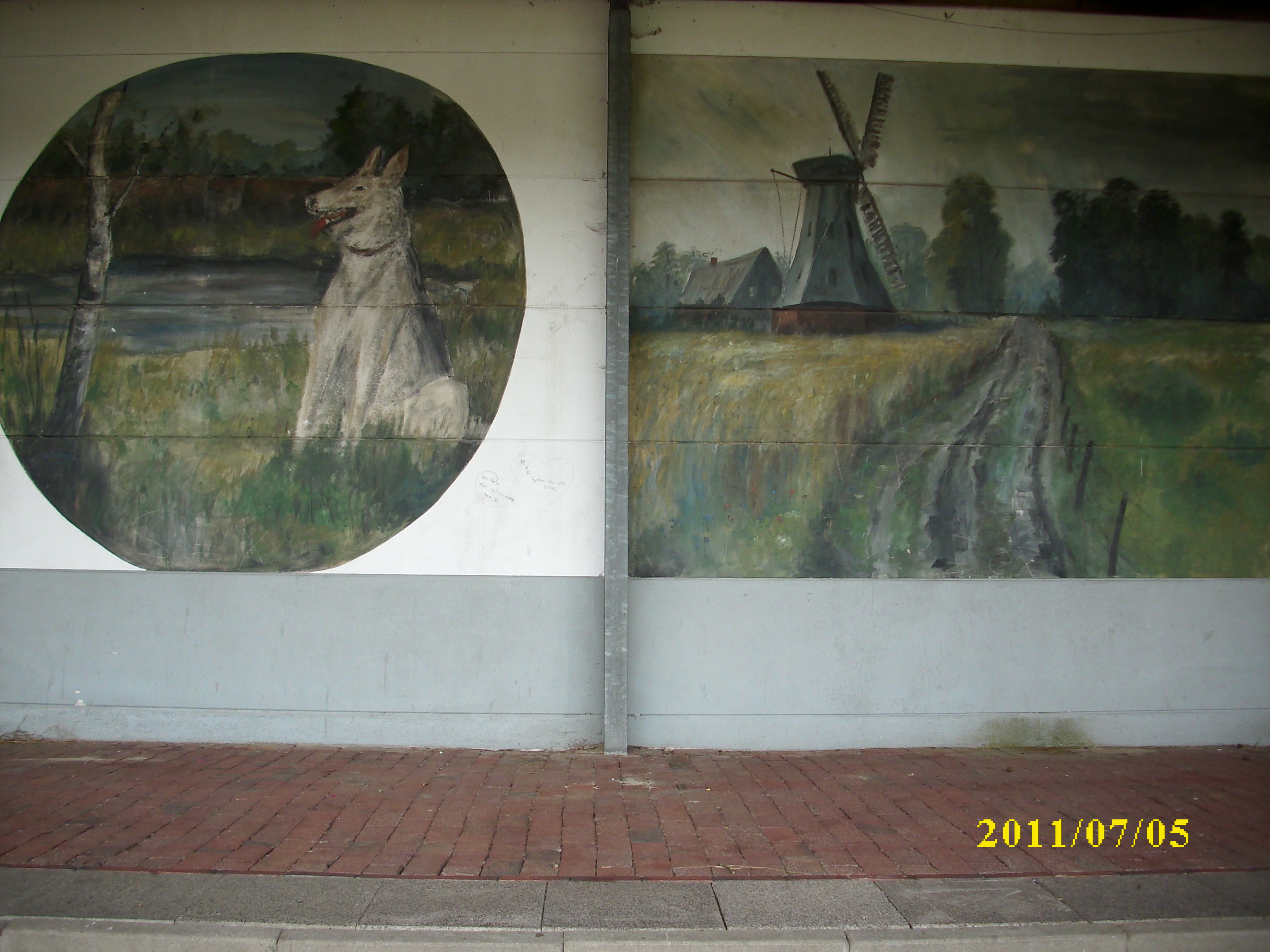
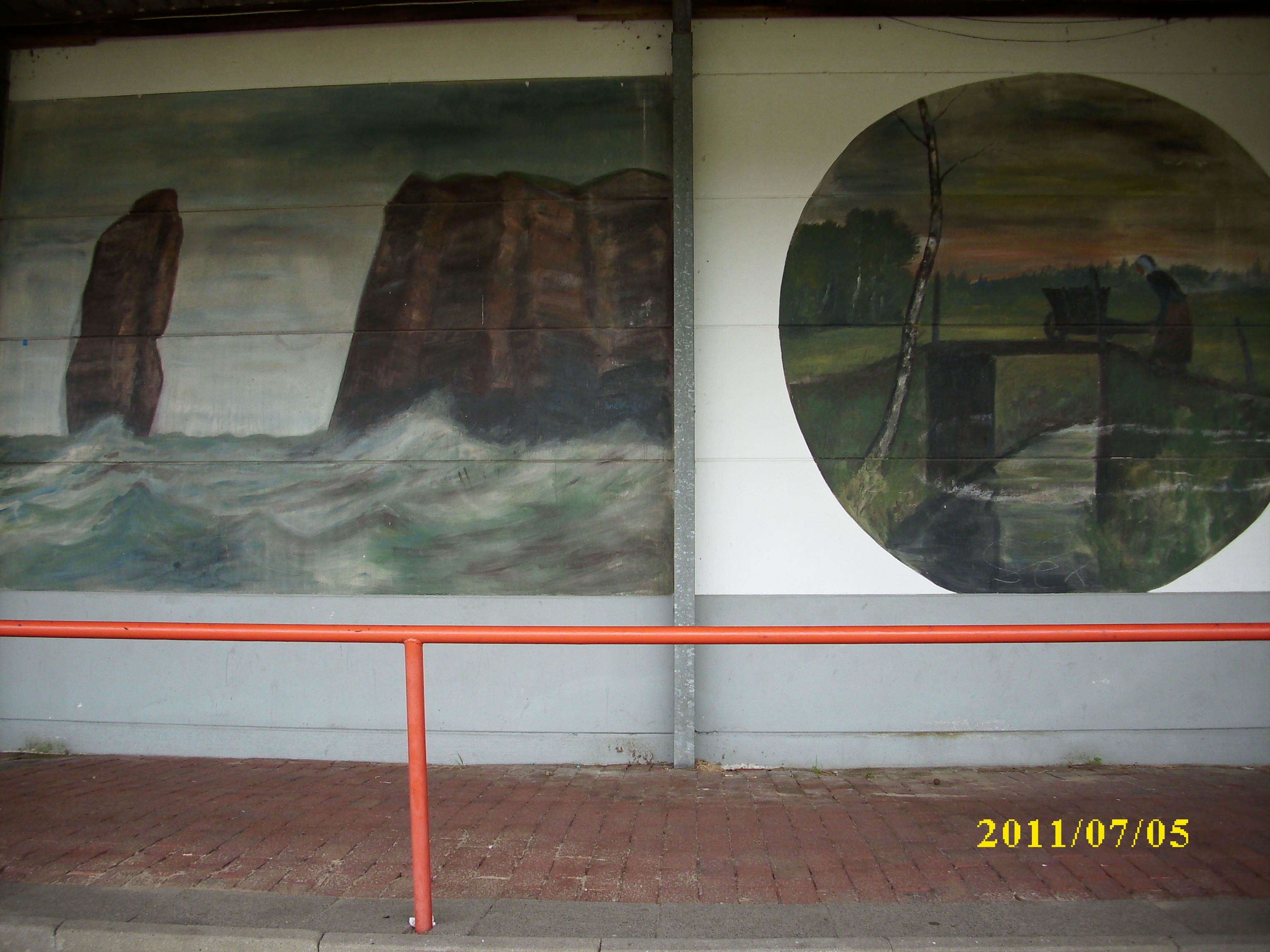
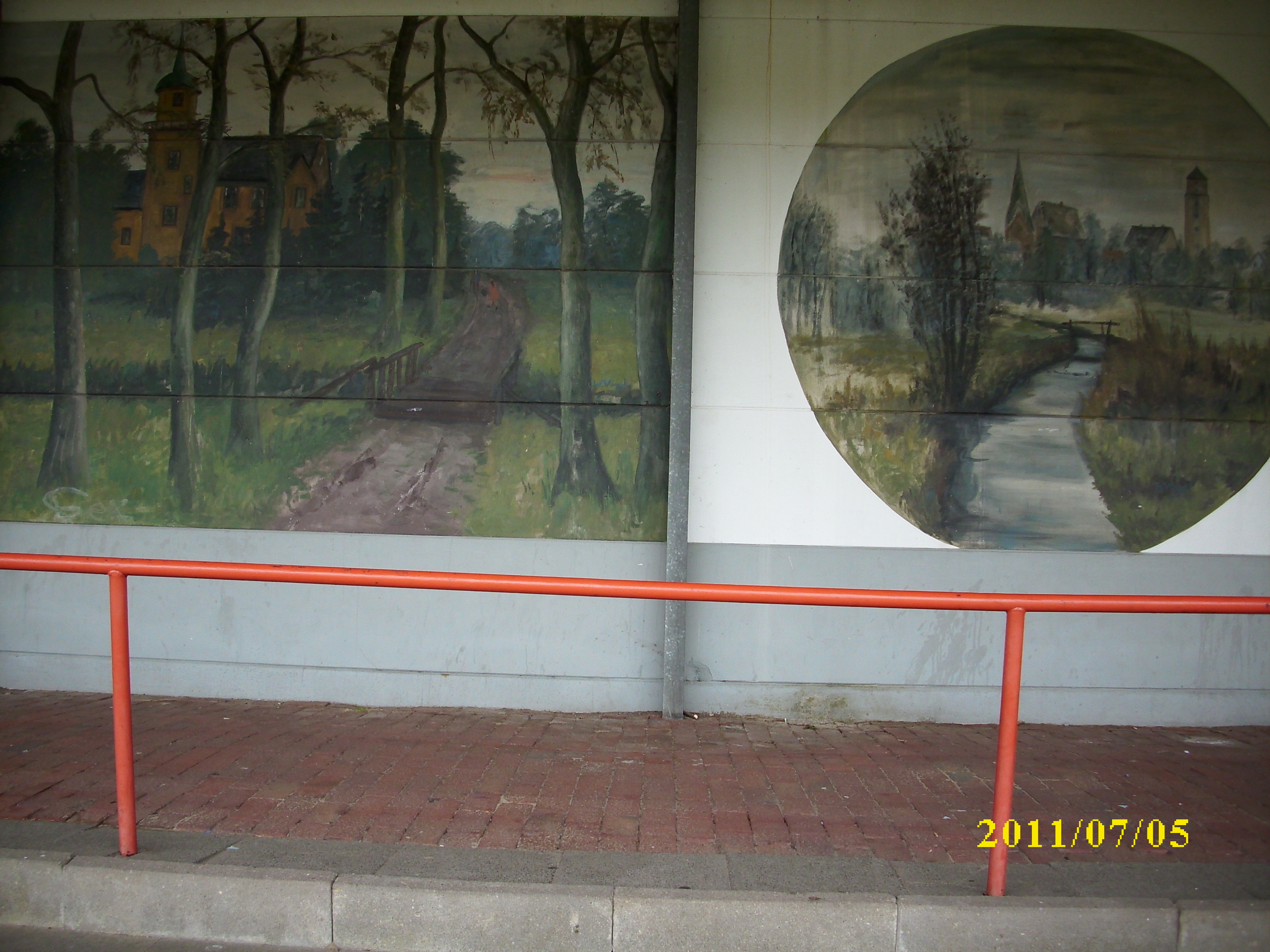
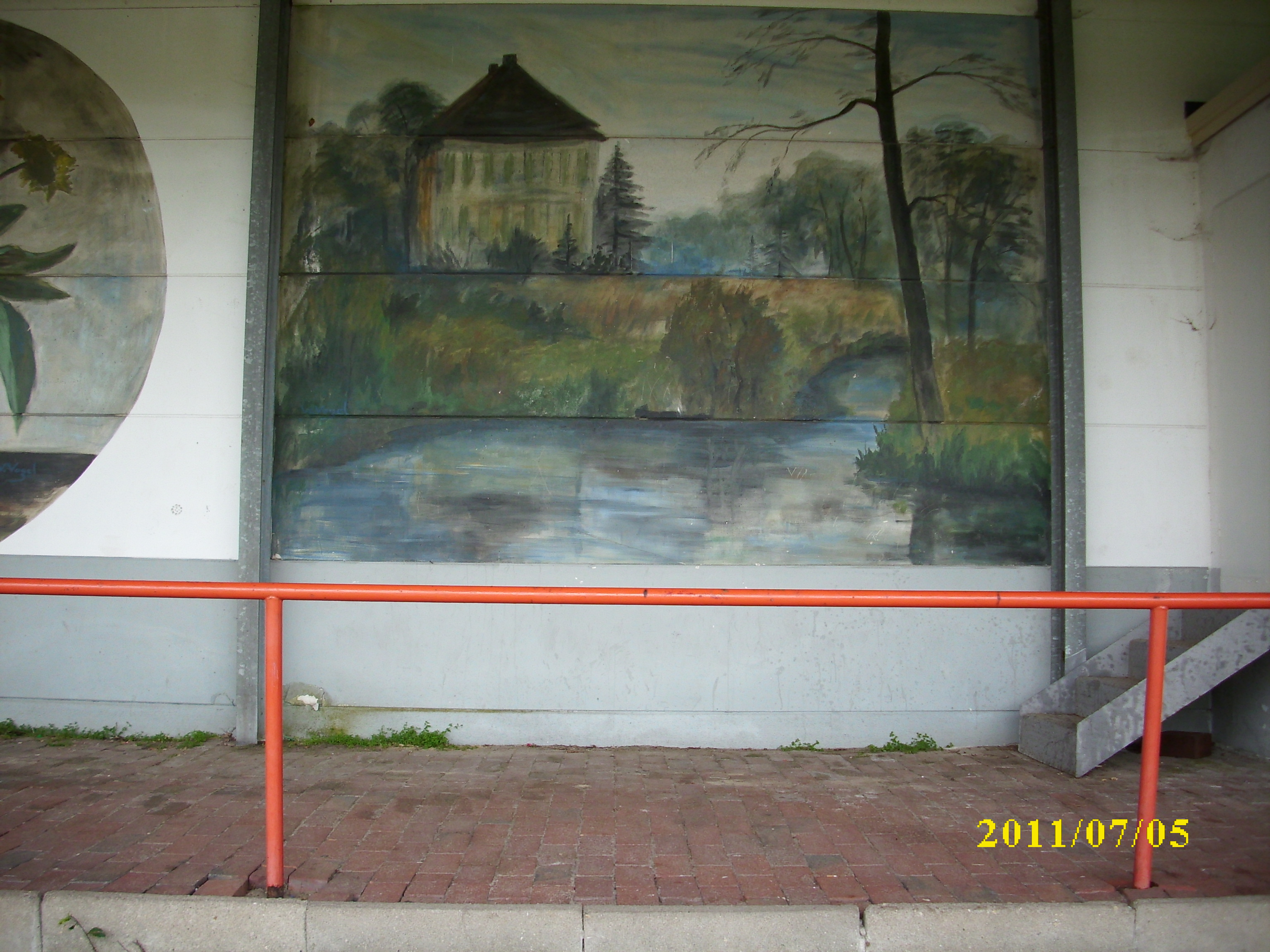